# Micky Quinn
Michael „Micky“ Quinn (* 2. Mai 1962 in Liverpool) ist ein ehemaliger englischer Fußballspieler. Nach dem Ende der aktiven Laufbahn arbeitete er als Sportkommentator.

## Werdegang
Nach Beenden der Schule schloss sich Quinn 1978 Derby County an, kehrte aber aufgrund Heimwehs bereits wenige Monate später an die Merseyside zurück. Im folgenden Jahr schloss er sich als Profispieler dem in der Fourth Division antretenden Wigan Athletic an, wo er im Frühjahr 1980 sein erstes Ligaspiel bestritt. Nach dem Aufstieg in die Third Division wurde er 1982 aussortiert und zum Viertligisten Stockport County transferiert. Dort reüssierte er jedoch als regelmäßiger Torschütze, nach 39 Meisterschaftstoren in anderthalb Jahren holte ihn der Zweitligist Oldham Athletic im Januar 1984 in die Second Division. Auch hier war er erfolgreich, so dass Alan Ball ihn im März 1986 für den Endspurt der Spielzeit 1985/86 zum Ligarivalen FC Portsmouth holte, um den Aufstieg in die First Division sicherzustellen. Am letzten Spieltag fiel der Klub jedoch auf den vierten Platz zurück und verpasste somit die drei Aufstiegsplätze. In der Spielzeit 1986/87 verpasste Quinn aufgrund einer Haftstrafe als Wiederholungstäter nach einer Alkoholfahrt zwar einen Teil der Saisonspiele, konnte aber als Vizemeister hinter Derby County den Erstligaaufstieg feiern. Dabei war er mit 22 Saisontreffern trotz der Zwangspause der beste Torschütze der zweiten Liga. Die Erstligasaison 1987/88 beendete er mit dem Klub auf einem Abstiegsplatz und trotz 20 Meisterschaftstreffern in der Zweitligasaison 1988/89 entkam der Klub nur knapp dem Drittligaabstieg.
Quinn schloss sich im Sommer 1989 dem Ligakonkurrenten Newcastle United an, die Magpies waren aus der First Division abgestiegen. Mit 34 Saisontreffern in der Spielzeit 1989/90 wurde er ein zweites Mal Torschützenkönig der Second Division, als Tabellendritter musste der Klub jedoch in die Aufstiegs-Play-Offs. Im Duell mit dem AFC Sunderland blieb er ebenso wie die restliche Mannschaft ohne Torerfolg, so dass nach der 0:2-Niederlage im Halbfinale die Aufstiegsträume früh platzten. Mit dem Klub rutschte er ins Mittelfeld der Tabelle und stand mit der Mannschaft in der Spielzeit 1991/92, die von einer längeren Verletzungspause aufgrund einer Knieverletzung überschattet war, zeitweise auch im Abstiegskampf. Anschließend rückte er ins zweite Glied und wurde im November zu Coventry City in die Premier League abgegeben. In seinen ersten sechs Ligaspielen erzielte er zehn Tore^; dieser Rekord wurde über dreißig Jahre später von Erling Haaland bei Manchester City egalisiert. Der Rekord von 13 Torbeteiligungen in den ersten zehn Ligaspielen wurde von Bruno Fernandes 2020 bei Manchester United egalisiert. Im Frühherbst 1994 überwarf er sich mit Trainer Phil Neal und rückte insbesondere nach der Verpflichtung des von Manchester United kommenden Dion Dublin auch hier in die zweite Reihe. Anschließend wurde er zunächst an Plymouth Argyle und den FC Watford jeweils kurzzeitig verliehen, ehe er im Sommer 1995 zum griechischen Klub PAOK Thessaloniki ging. Hier war er jedoch unglücklich und löste Anfang des folgenden Jahres seinen Vertrag vorzeitig auf und bewarb sich erfolglos als Spielertrainer des FC Burnley, der sich für Adrian Heath entschied. Anschließend beendete er seine aktive Laufbahn und widmete sich dem trainieren von Rennpferden.
Ab 2006 gehörte Quinn zu den Experten der von Manish Bhasin moderierten BBC-Sendung Football Focus. Später war er Radiokommentator für Talksport, wo er sowohl Fußballspiele als auch Pferderennen begleitete.